# Kerman (provins)
 Denne artikel omhandler provinsen Kerman. Opslagsordet har også en anden betydning, se Kerman.
Kerman (persisk: كرمان) er en af de 30 provinser i Iran, beliggende i det sydøstlige Iran.
Provinsen har et areal på 180,836 km² og er Irans næststørste provins, kun mindre end Sistan og Baluchistan.
Befolkningen er på 2.432.927 indbyggere, hvor 400.000 bor i hovedbyen Kerman.